# Vallabrix
Vallabrix (okzitanisch: Valabriç) ist eine französische Gemeinde mit 415 Einwohnern (Stand: 1. Januar 2022) im Département Gard in der Region Okzitanien. Die Gemeinde gehört zum Arrondissement Nîmes und zum Kanton Uzès. 

## Geografie
Vallabrix liegt etwa 31 Kilometer westnordwestlich von Avignon am Fluss Alzon. Umgeben wird Vallabrix von den Nachbargemeinden La Bastide-d’Engras im Norden und Nordwesten, Pougnadoresse im Nordosten, La Capelle-et-Masmolène im Osten, Saint-Victor-des-Oules im Süden sowie Saint-Quentin-la-Poterie im Westen und Südwesten.

## Bevölkerungsentwicklung
| Jahr                       | 1962 | 1968 | 1975 | 1982 | 1990 | 1999 | 2006 | 2017 |
| -------------------------- | ---- | ---- | ---- | ---- | ---- | ---- | ---- | ---- |
| Einwohner                  | 227  | 205  | 198  | 216  | 309  | 341  | 365  | 432  |
| Quellen: Cassini und INSEE |      |      |      |      |      |      |      |      |

## Sehenswürdigkeiten
- Kirche Saint-Étienne aus dem 9. Jahrhundert
- Schloss Vallabris